# Стариков, Виктор Александрович
Виктор Александрович Стариков (27 февраля 1910 — 21 октября 1982) — советский писатель, журналист, фронтовой корреспондент. Как отметил главный редактор журнала «Урал» О. Ф. Коряков: «Писателем он остается „уральским“, потому что об Урале в основном его книги, там живут его герои и его душа».
Известен как исследователь творчества и автор повествования-хроники о писателе Д. Н. Мамине-Сибиряке.

## Биография
Родился 27 января (9 февраля) 1910 году в Москве, в Сокольнической слободке, в рабочей семье. Мать — Аграфена Павловна, с юных лет работала на чаеразвесочной фабрике в Сокольниках. Отец — Александр Андреевич, из чернорабочих, ещё в царские времена освоивший профессию шофёра, а после революции работавший в Московском комитете партии большевиков и в ВЧК.
Окончил семь классов. Трудовую деятельность начал с 17 лет — работал грузчиком, упаковщиком, курьером в журнале «Радиослушатель», где был замечен главным редактором.
В 1929 году начинал сотрудничать с журналом «Радиослушатель», с газетой «Московский комсомолец», «Комсомольская правда» и других.
В 1933 году как корреспондент газеты «За индустриализацию!» переехал на Урал.
В 1937 году стал уральским корреспондентом «Известий».
В конце 1939 года вышла его первая повесть «Доктор», её напечатали в «Уральском современнике».
Перед войной заведовал литературной частью Свердловского драматического театра. Член ВКП(б). С началом войны был отозван в газету «Известия».

### В годы Великой Отечественной войны
С декабря 1941 года по июль 1942 года — военный корреспондент газеты «Известия» на Западном и Северо-Западном фронтах.

Однажды, много позже, он сказал мне: — Я не стрелял по немцам, хотя они по мне стреляли много. У меня в руках был карандаш.— В. А. Стариков, из частной дружеской послевоенной беседы с О. Ф. Коряковым
В период с 27 апреля по 20 мая 1942 года был заброшен со спецзаданием к партизанам в Ленинградскую область, где принимал личное участие в боевых операциях.
Спецзадание было успешно выполнено — его книги «У партизан» и «На партизанской земле» в 1942 году были изданы Госполитиздатом.
С лета 1942 года по весну 1943 года как негодный по зрению к строевой работал на Урале.
В 1943 году в журнале «Новый мир» была опубликована его повесть «Красный камень».
В РККА с марта 1943 года — с формирования Особого Уральского Добровольческого танкового корпуса имени И. В. Сталина — корреспондент корпусной газеты «Доброволец», затем армейской газеты «Вперёд на врага!» 4-й танковой армии, старший лейтенант. При освобождении города Каменец-Подольский принял активное участие в выпуске городской газеты «Красный кордон».

Старший лейтенант Стариков работает в армейской газете со дня её рождения, как специальный корреспондент прошёл весь боевой путь армии с её передовыми частями, находясь непосредственно в подразделениях. Всюду он показывал себя инициативным, самоотверженным военным журналистом-большевиком.— из наградного листа на медаль «За боевые заслуги», 16 апреля 1944 года
В январе 1945 года был назначен литсотрудником отдела фронтовой газеты «За честь Родины» 1-го Украинского фронта, войну окончил в звании майора.
Награждён Орденом Отечественной войны I степени (14.04.1945) и медалями, в том числе «За боевые заслуги» (1944) и «За оборону Москвы» (1944).
После Победы служил в Вене, в газете советских войск, демобилизовался в 1949 году.
В 1971 году опубликовал мемуары «Память моя — солдаты: Записки о войне».

### После войны
После войны вернулся на Урал, в Свердловск, где продолжил журналистскую и творческую деятельность, был редактором альманаха «Уральский современник».
В 1952—1958 годах — ответственный секретарь Свердловской областной писательской организации Союза писателей СССР.
Умер в 1982 году в Москве, похоронен на 12 участке Ваганьковского кладбища.

## Творчество
Дебютировал в 1939 году в журнале «Новый мир» повестью «Доктор», где выведен образ врача Юрия Николаевича Татаринцева, приехавшего в захолустное село в начале двадцатых годов и оставшегося там на долгих пятнадцать лет, трудных, но по-своему счастливых лет.
Основная тема писателя — тема Урала, где он провёл около тридцати лет. Автор множества рассказов, повестей «Будут ещё ветры» и «Мы летим В Анзас», романа «Впереди дальняя дорога».
Произведения писателя печатались в журналах «Новый мир», «Звезда», «Знамя», «Огонёк», издавались свердловским и московскими издательствами.
Отдельное место в творчестве В. А. Старикова занимает книга, которой он посвятил более 40 лет, — повествование-хроника о писателе Д. Н. Мамине-Сибиряке.
Впервые эта работа, вобравшая в себя большой биографический материал, множество воспоминаний и свидетельств, была опубликовано в журнале «Урал», затем вышла в Москве, в издательстве «Современник», двумя отдельными книгами-частями («Время бросать камни», 1977 и «Годы тревог и свершений», 1981), а в 1986 году, под новым названием и несколько сокращённом виде, эта работа была издана посмертно как «Жить тысячью жизней: повествование-хроника о жизни Д. Н. Мамина-Сибиряка».

В литературе о Мамине-Сибиряке книга писателя Виктора Старикова занимает особое место. Если дважды издававшаяся в Свердловске монография Ивана Дергачева «Д. Н. Мамин-Сибиряк. Личность, творчество» является прежде всего литературоведческим исследованием, то в повествовании-хронике В. Старикова на первом плане — рассказ о жизненном пути «певца Урала», о его нелегких буднях писателя-труженика.

Книги Дмитрия Наркисовича Мамина-Сибиряка глубинно таили в себе бунтарскую энергию величайшей взрывной мощности. Это было серьёзно, проницательно, художественно впечатляюще изображено в повести В. А. Старикова «Время бросать камни», вышедшей в 1977 году. Сейчас увидела свет вторая повесть о Мамине-Сибиряке — «Годы тревог и свершений», книга — итог трех десятилетий писательского труда, неустанных изысканий в архивах и библиотеках, путешествий по уральским городам и заводам — памятным местам жизни и творчества Дмитрия Наркисовича. Повесть «Годы тревог и свершений», как и повесть «Время бросать камни», написана хронологически последовательно. Потому обе книги слились в стилистически и композиционно единое произведение. Но это не роман и не художественная биография, а дилогия с отчетливой самостоятельностью каждой повести.— Виталий Василевский, журнал «Москва», 1982 год
Также особняком, как выделяют критики, в творчестве писателя стоит книга 1971 года «Память моя — солдаты: Записки о войне». После книг о войне, написанных собственно на войне, В. А. Стариков почти четверть века не касался этой темы:

И вдруг — как щемящий душу вскрик о былом — книга «Память моя — солдаты», вышедшая в 1971 году. О войне. Это не записки военного журналиста, это — его воспоминания, основанные на документальных записях далеких грозных дней. Сплав сегодняшней памяти и эмоций со строгой достоверностью происходившего тогда. И еще: это не о себе, хотя автор с понятной необходимостью присутствует на каждой странице книги. Это — о солдатах. «Память моя — солдаты».— О. Ф. Коряков

## Награды
- Орден Отечественной войны I степени
- Орден «Знак Почёта» (8.02.1980)[3]
- Медаль «За боевые заслуги»
- Медаль «За оборону Москвы»
- Другие медали

#### Книга о Д. Н. Мамине-Сибиряке
- Годы тревог и свершений: Повесть о Д. Н. Мамине-Сибиряке. — М.: Современник, 1981. — 335 с.
- Время бросать камни: Повесть о Д. Н. Мамине-Сибиряке. — М.: Современник, 1977. — 272 с.
- Жить тысячью жизней: повествование-хроника о жизни Д. Н. Мамина-Сибиряка. — Свердловск: Средне-Уральской книжное издательство, 1986. — 380 с.

#### Отдельные издания
- У партизан: записки военного корреспондента — М.: Государственное издательство политической литературы, 1942 — 73 с.
- Красный камень: Рассказ. — Магадан: Советская Колыма, 1944. — 48 с.
- Красный камень: Рассказы. — Москва: Советский писатель, 1947. — 175 с.
- Прорыв: Рассказы. — Свердловск: Свердлгиз, 1947. — 216 с.
- Звезда победы: Повесть. — Свердловск: Свердловское областное государственное издательство, 1950. — 232 с.
- Звезда победы: Повести и рассказы. — Челябинск: Челябинское областное государственное издательство, 1950. — 248 с.
- Пятая весна: Рассказы. — Челябинск: Книжное издательство, 1954. — 87 с.
- Рябиновая ветка: Рассказы. — Свердловск: Книжное издательство, 1955. — 256 с.
- Серебряный голос: Рассказ / Ил.: В. Васильев. — Свердловск: Книжное издательство, 1957. — 23 с.
- Родная кровь: Повесть и рассказы. — Свердловск: Книжное издательство, 1958. — 308 с.
- Байкальские рассказы. — Москва: Правда (Библиотека «Огонёк» № 18), 1958. — 55 с.
- Золотая пристань: Рассказы (Для среднег школьного возраста) / Рис. И. Котовщикова. — Тюмень: Книжное издательство, 1958. — 68 с.
- Если свернул с дороги… : Рассказ. — Свердловск: Книжное издательство, 1959. — 39 с.
- В таёжном городе: Рассказы. — Тюмень: Книжное издательство, 1959. — 195 с.
- Серебряный голос; В автобусе: Рассказы (Для младшего школьного возраста) / Рисунки Н. Смирновой. — Москва: Детгиз, 1961. — 32 с.
- Золотые просеки: Рассказы. — Свердловск: Книжное издательство, 1961. — 151 с.
- Радист с «Альбатроса»; Пантелеевка; Кешка: Рассказы / Ил.: К. И. Лебедев. — Москва: Советская Россия, 1962. — 94 с.
- На Байкале: Рассказы / Ил.: В. А. Игошев. — Свердловск: Книжное издательство, 1963. — 183 с.
- Мы летим в Анзас: Повесть. — Москва: Советский писатель, 1963. — 203 с.
- Мы летим в Анзас; Возвращение Юрия Митрофановича: повести / Ил.: А. Ехамов. — Свердловск: Средне-Уральское кн. изд-во, 1964. — 298 с.
- Вертолет берет одного: Повесть / Ил.: В. Игошев. — Свердловск: Сред.-Уральское кн. изд-во, 1965. — 171 с.
- Через реку: Рассказы. — Свердловск: Сред.-Уральское кн. изд-во, 1966. — 94 с.
- Впереди дальняя дорога: Роман / Ил.: Н. П. Талайко. — Москва: Советский писатель, 1969. — 319 с.
- Золотые просеки: Рассказы. — Москва: Советская Россия, 1970. — 159 с.
- Память моя — солдаты: Записки о войне. — Свердловск: Сред.-Урал. кн. изд-во, 1971. — 208 с.
- Будут еще ветры: Повесть и рассказы / Ил.: В. Сысков. — Свердловск: Сред.-Урал. кн. изд-во, 1972. — 220 с.
- Типичный случай: Повесть / Ил.: Н. Н. Свобода. — Москва: Советский писатель, 1974. — 239 с.
- Впереди дальняя дорога: Роман. Повесть. Рассказы. — Москва: Советский писатель, 1976. — 493 с.

#### Избранное
- Избранное / Предисл. Е. Пермяка. — Свердловск: Книжное издательство, 1960. — 320 с.
- Избранное / Ил.: Г. Метелев. — Свердловск: Средне-Уральской книжное издательство, 1969. — 539 с.

#### Журнальные публикации
В журнале «Звезда» было четыре публикации писателя:
- Серко и повозочный Анисим. Рассказ // «Звезда», № 1, 1947 — стр. 84-92
- В Чехословакии // «Звезда», № 11, 1947 — стр. 180
- Дальний пост. Рассказ // «Звезда», № 10, 1948 — стр. 34-41
- Сарма. Рассказ // «Звезда», № 8, 1954 — стр. 126—136

В других журналах:
- Зелёная пустыня // Урал, № 10, 1960. — стр. 58-80
- Слово о товарищах // Урал, № 5, 1975. — стр. 142—146